# Ed, Edd n Eddy: Scam of the Century
Ed, Edd n Eddy: Scam of the Century é um jogo eletrônico de ação lançado em 23 de outubro de 2007 apenas para Nintendo DS. O jogo é baseado no desenho Ed, Edd n Eddy (no Brasil, Du, Dudu e Edu). Nesse jogo eles têm de escapar das armadilhas criadas pelas crianças do beco